# Palazzo Mocenigo (Giudecca)
Palazzo Mocenigo è un'architettura di Venezia, ubicata nel sestiere di Dorsoduro, alla Giudecca, poco a sinistra della chiesa delle Zitelle, e affacciata sul Canale della Giudecca.

## Storia
Questo palazzo era una dimora "di campagna" della famiglia Mocenigo, costruito nel XVI secolo, quando la Giudecca era luogo ameno e di vacanza: infatti, pare che il doge Alvise Mocenigo trascorresse l'estate in questo palazzo.
Tra XVII e XIX secolo il palazzo fu molto rimaneggiato, perdendo molti elementi caratteristici e arrivando ad avere l'aspetto attuale.
Oggi, modificato pesantemente negli interni, è sede di numerosi mini-appartamenti.

## Descrizione

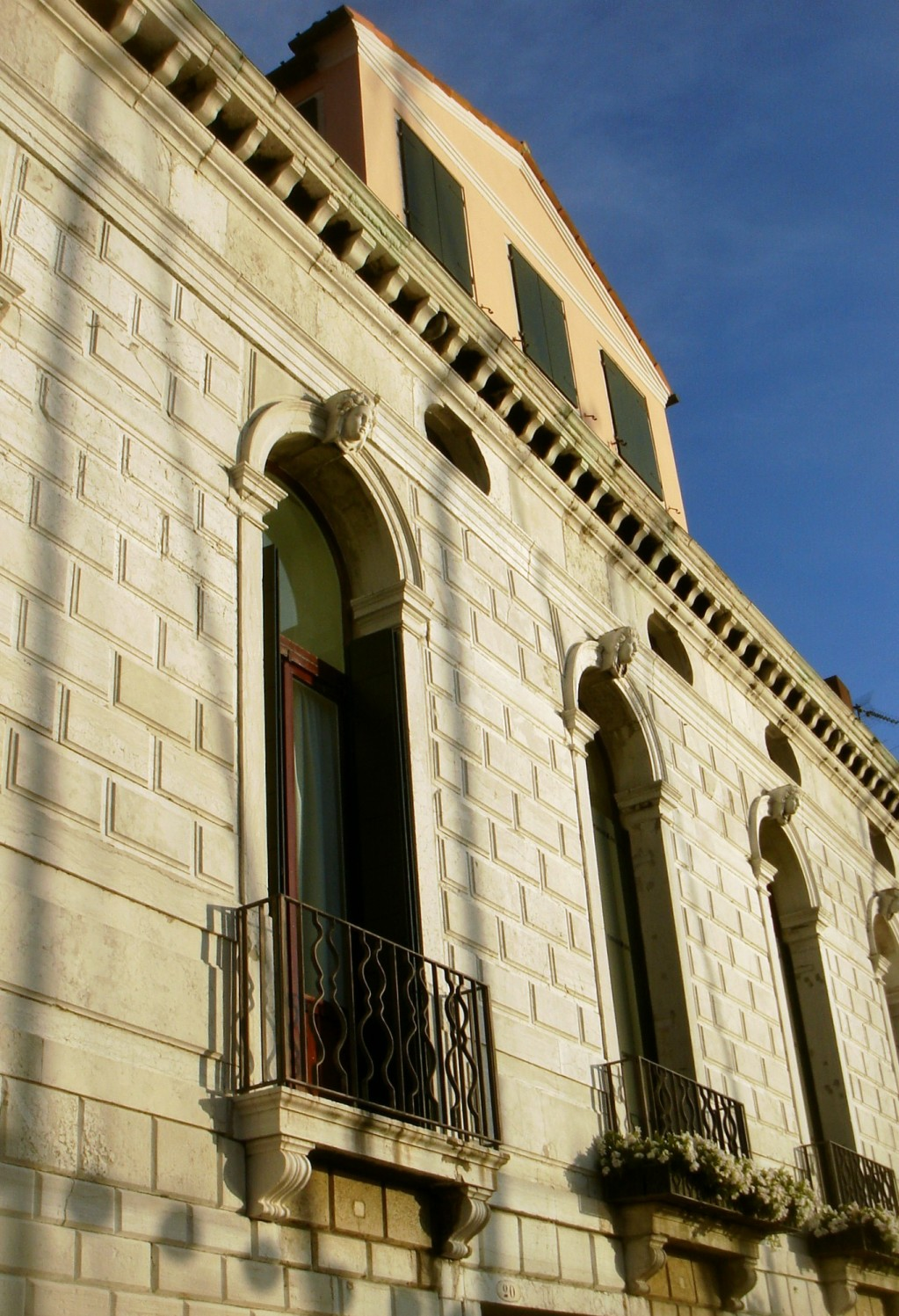
Particolare della facciata, con monofore del piano nobile e abbaino

Palazzo Mocenigo è un edificio di due piani, con una facciata sviluppata in lunghezza: la sua superficie è a bugnato in pietra d'Istria.
Il primo piano è aperto da una serie di piccole finestre quadrangolari, al centro delle quali si trova il portale, piccolo e disadorno (molto rimaneggiato rispetto al suo originale, ancora integro nel XVIII secolo, come testimoniato da un'incisione di Coronelli). 
Il piano nobile si caratterizza per otto monofore centinate, dotate di parapetto in ferro battuto e mascherone in chiave di volta. In corrispondenza di ciascuna, nel sottile sottotetto, si aprono degli oculi ovali, realizzati nell'Ottocento.
In posizione quasi centrale, sul tetto, insiste un abbaino ottocentesco, che stona con le linee della facciata sul canale.
La facciata sud è ben conservata e dà sul giardino privato del palazzo, testimonianza dell'antico assetto delle palazzine che nel XVI secolo i nobili veneziani si facevano costruire: infatti la Giudecca era area di giardini e luoghi dove ritirarsi per il riposo e lo studio.